# El Chorizo Japonés
El Chorizo Japonés va ser una revista sicalíptica publicada per l'Editorial Carceller el 10 de març del 1915.
Va ser la primera publicació de l'editorial en publicar-se en castellà, amb l'objectiu d'ampliar el mercat de La Traca, que es distribuïa a tot el País Valencià, però també a Catalunya. Va anunciar-se a finals de 1914, generant gran expectació fins a la seua aparició el 10 de març de 1915. Tenia 16 pàgines i 25 il·lustracions realitzades per l'equip de La Traca: Pertegás, K-Hito, Morellá i Galván. El preu era de cinc cèntims de pesseta. Es van distribuir 30.000 exemplars a tot l'estat, esgotant-se immediatament, i hi hagué una reimpressió amb 60.000 exemplars més. L'èxit va provocar una major vigilància de les autoritats, que denunciaren el segon número per immoral a les cinc hores d'haver-se distribuït. Els tercers i quarts números van ser denunciats abans que isqueren d'impremta, provocant pèrdues econòmiques a l'editor. La Vanguardia, en el seu periòdic del 9 d'abril de 1915 anuncià que la publicació portava ja tres denúncies en cinc números, si bé investigadors com Antonio Laguna no poden certificar que n'existiren més de quatre. Al número de La Traca del 17 d'abril de 1915 s'anunciava la suspensió de la publicació a causa de la persecució governamental.
Va reviure en forma d'almanac el febrer de 1921, il·lustrat completament per Enric Pertegás (Tramús). Tanmateix, a finals de juny del mateix any Carceller publicaria una nova publicació sicalíptica, El Piropo, de la qual es van distribuir 30.000 exemplars del número zero, i els distribuïdors en demanaren 75.000 més.